# Tamara Larrea
Tamara Larrea Peraza (Havana, 25 november 1973) is een Cubaanse beachvolleybalspeelster.
Larrea won samen met haar speelpartner Dalixia Fernández een gouden medaille op de Pan-Amerikaanse Spelen 2003 in Santo Domingo. Op de Pan-Amerikaanse Spelen 2007 in Rio de Janeiro behaalde ze zilver. Larrea kwam driemaal voor haar land uit op de Olympische Spelen: in 2000, 2004 en 2008.